# Deportivo Achuapa
El Club Deportivo Achuapa, es un equipo guatemalteco de fútbol con sede en el Municipio de El Progreso, del Departamento de Jutiapa. Actualmente compite en la Liga Nacional de Guatemala, Juega sus partidos de local en el Estadio Winston Pineda.

## Historia
El Club fue fundado en el año de 1932 con el nombre de Oriental Progresista. En el año de 1974 el Deportivo Achuapa fue invitado a participar en la Liga Mayor B.
En la temporada 2000/2001 estuvieron en el nivel más alto del Fútbol de Guatemala disputando la Liga Nacional de Guatemala, estando nada más por un año. 
El 11 de agosto del año 2020 nuevamente logran el ascenso a la máxima categoría del fútbol de Guatemala Liga Nacional de Guatemala derrotando al Deportivo San Pedro San Marcos 3-1, estando hasta el momento en la cual se encuentran compitiendo.

## Palmarés
- Segunda División de Guatemala: 1

Torneo Clausura 2018
- Primera División de Guatemala: 1

Torneo Apertura 2019